# Nationalliga A w piłce siatkowej mężczyzn (2010/2011)
Nationalliga A siatkarzy 2010/2011 – 55. sezon rozgrywek o mistrzostwo Szwajcarii organizowany przez Swiss Volley. Zainaugurowany został 2 października 2010 roku i trwał do 16 kwietnia 2011 roku.
Liczbę drużyn biorących udział w rozgrywkach zwiększono do ośmiu.
W sezonie 2010/2011 w Pucharze CEV Szwajcarię reprezentowały Volley Amriswil i Lausanne UC, natomiast w Pucharze Challenge – Chênois Genève Volleyball i SEAT Volley Näfels.

## System rozgrywek
W fazie zasadniczej 8 zespołów rozegra mecze system każdy z każdym, mecz i rewanż. Trzy drużyny z największą liczbą punktów awansują do fazy play-off. Zespoły z miejsc 4-7 w drugiej rundzie utworzą pary według klucza 4 z 7, 5 z 6 i będą rywalizować do dwóch wygranych. Zwycięzcy awansują do fazy kwalifikacyjnej play-off, a przegrani dołączą do ostatniej drużyny fazy zasadniczej i rywalizować będą o miejsca 6-8.
Faza kwalifikacyjna play-off rozgrywana będzie systemem kołowym. Zespoły zagrają ze sobą po dwa spotkania. Dwie najlepsze drużyny rozegrają mecze finałowe o mistrzostwo Szwajcarii do trzech zwycięstw. Zespoły z miejsc 3-4 zmierzą się w meczach o 3. miejsce do dwóch zwycięstw. Ostatnia drużyna fazy play-off sklasyfikowana zostanie na 5. miejscu.

## Drużyny uczestniczące
| | Nationalliga A 2010/2011           |   |     |
| --- | ---------------------------------- | - | --- |
| AMR | Volley Amriswil                    | 1 | CEV |
| CHÊ | Chênois Genève Volleyball          | 2 | Ch  |
| LAU | Lausanne UC                        | 3 | CEV |
| NÄF | SEAT Volley Näfels                 | 4 | Ch  |
| LUG | PV Lugano                          | 5 |     |
| SMA | Volley Smash 05 Laufenburg-Kaisten | 7 |     |
| | Awans z Nationalliga B Ost         |   |     |
| SCH | TV Schönenwerd                     | 1 |     |
| | Awans z Nationalliga B West        |   |     |
| MÜN | VBC Münchenbuchsee                 | 1 |     |
| Oznaczenia: - kolumna pierwsza – skróty nazw drużyn wpisane na mapie (jeśli ta została zamieszczona), - kolumna trzecia – miejsce zajęte przez daną drużynę w poprzednim sezonie. |                                    |   |     |

## Hale sportowe
| Klub                               | Hala sportowa                 | Miasto         |
| ---------------------------------- | ----------------------------- | -------------- |
| Chênois Genève Volleyball          | Centre Sportif de Sous-Moulin | Thônex         |
| Lausanne UC                        | Centre sportif Dorigny        | Lozanna        |
| PV Lugano                          | Palamondo                     | Cadempino      |
| SEAT Volley Näfels                 | Linth Arena                   | Näfels         |
| TV Schönenwerd                     | Giroud-Olma-Halle             | Olten          |
| VBC Münchenbuchsee                 | Sekundarschule                | Münchenbuchsee |
| Volley Amriswil                    | Sporthalle Tellenfeld         | Amriswil       |
| Volley Smash 05 Laufenburg-Kaisten | Sporthalle Blauen             | Laufenburg     |
| Volley Smash 05 Laufenburg-Kaisten | Sporthalle Hofstatt           | Kaisten        |

## Faza zasadnicza

### Tabela wyników
| Gospodarz \ Gość1                  | AMR | CHÊ | LAU | NÄF | LUG | SMA | SCH | MÜN |
| Volley Amriswil                    |     | 3:0 | 1:3 | 3:2 | 3:0 | 3:0 | 3:1 | 3:0 |
| Chênois Genève Volleyball          | 0:3 |     | 1:3 | 3:1 | 3:2 | 3:0 | 3:1 | 3:1 |
| Lausanne UC                        | 2:3 | 3:2 |     | 3:0 | 3:1 | 3:0 | 3:2 | 3:1 |
| SEAT Volley Näfels                 | 3:2 | 3:2 | 3:2 |     | 3:2 | 3:1 | 3:2 | 3:1 |
| PV Lugano                          | 0:3 | 0:3 | 2:3 | 3:2 |     | 3:0 | 2:3 | 3:1 |
| Volley Smash 05 Laufenburg-Kaisten | 0:3 | 0:3 | 0:3 | 0:3 | 1:3 |     | 0:3 | 1:3 |
| TV Schönenwerd                     | 3:2 | 1:3 | 0:3 | 0:3 | 2:3 | 3:0 |     | 3:1 |
| VBC Münchenbuchsee                 | 0:3 | 0:3 | 1:3 | 0:3 | 2:3 | 0:3 | 0:3 |     |

Źródło: 
1 Drużyna gospodarzy jest wymieniona po lewej stronie tabeli.
Kolory:
  zwycięstwo gospodarzy 3:0 lub 3:1
  zwycięstwo gospodarzy 3:2
  zwycięstwo gości 3:0 lub 3:1
  zwycięstwo gości 3:2

### Terminarz i wyniki spotkań
|  |  | 1. KOLEJKA |  |
|  |  | ---------- |  |

| 02.10.2010 | Volley Amriswil                    | 3:0 (28:26, 25:16, 25:18)               | VBC Münchenbuchsee                 |
| 02.10.2010 | PV Lugano                          | 0:3 (23:25, 21:25, 20:25)               | Chênois Genève Volleyball          |
| 02.10.2010 | SEAT Volley Näfels                 | 3:2 (25:27, 17:25, 25:20, 26:24, 15:13) | Lausanne UC                        |
| 02.10.2010 | Volley Smash 05 Laufenburg-Kaisten | 0:3 (19:25, 10:25, 15:25)               | TV Schönenwerd                     |
|            |                                    | 2. KOLEJKA                              |                                    |
| 09.10.2010 | TV Schönenwerd                     | 0:3 (21:25, 22:25, 19:25)               | SEAT Volley Näfels                 |
| 09.10.2010 | Lausanne UC                        | 2:3 (25:27, 25:23, 19:25, 27:25, 10:15) | Volley Amriswil                    |
| 09.10.2010 | Chênois Genève Volleyball          | 3:0 (25:15, 25:13, 25:16)               | Volley Smash 05 Laufenburg-Kaisten |
| 09.10.2010 | VBC Münchenbuchsee                 | 2:3 (25:27, 25:22, 18:25, 25:21, 12:15) | PV Lugano                          |
|            |                                    | 3. KOLEJKA                              |                                    |
| 16.10.2010 | Volley Amriswil                    | 3:1 (25:20, 25:17, 22:25, 25:19)        | TV Schönenwerd                     |
| 16.10.2010 | VBC Münchenbuchsee                 | 1:3 (25:23, 22:25, 24:26, 20:25)        | Lausanne UC                        |
| 16.10.2010 | PV Lugano                          | 3:0 (25:15, 25:18, 25:16)               | Volley Smash 05 Laufenburg-Kaisten |
| 17.10.2010 | SEAT Volley Näfels                 | 3:2 (22:25, 25:22, 29:27, 24:26, 15:9)  | Chênois Genève Volleyball          |
|            |                                    | 4. KOLEJKA                              |                                    |
| 23.10.2010 | TV Schönenwerd                     | 3:1 (25:21, 21:25, 25:12, 25:14)        | VBC Münchenbuchsee                 |
| 23.10.2010 | Lausanne UC                        | 3:1 (25:20, 25:21, 25:27, 25:18)        | PV Lugano                          |
| 23.10.2010 | Chênois Genève Volleyball          | 0:3 (27:29, 20:25, 18:25)               | Volley Amriswil                    |
| 05.12.2010 | Volley Smash 05 Laufenburg-Kaisten | 0:3 (23:25, 15:25, 24:26)               | SEAT Volley Näfels                 |
|            |                                    | 5. KOLEJKA                              |                                    |
| 13.10.2010 | PV Lugano                          | 3:2 (25:17, 25:23, 21:25, 17:25, 15:11) | SEAT Volley Näfels                 |
| 24.10.2010 | Lausanne UC                        | 3:2 (26:24, 23:25, 25:20, 16:25, 15:8)  | TV Schönenwerd                     |
| 24.10.2010 | VBC Münchenbuchsee                 | 0:3 (20:25, 31:33, 21:25)               | Chênois Genève Volleyball          |
| 24.10.2010 | Volley Amriswil                    | 3:0 (25:13, 25:17, 25:22)               | Volley Smash 05 Laufenburg-Kaisten |
|            |                                    | 6. KOLEJKA                              |                                    |
| 30.10.2010 | SEAT Volley Näfels                 | 3:2 (25:22, 21:25, 25:27, 32:30, 15:11) | Volley Amriswil                    |
| 30.10.2010 | Chênois Genève Volleyball          | 1:3 (16:25, 25:22, 23:25, 21:25)        | Lausanne UC                        |
| 30.10.2010 | Volley Smash 05 Laufenburg-Kaisten | 1:3 (23:25, 25:22, 24:26, 23:25)        | VBC Münchenbuchsee                 |
| 07.11.2010 | PV Lugano                          | 2:3 (17:25, 22:25, 25:22, 25:21, 11:15) | TV Schönenwerd                     |
|            |                                    | 7. KOLEJKA                              |                                    |
| 06.11.2010 | Volley Amriswil                    | 3:0 (25:21, 25:22, 25:22)               | PV Lugano                          |
| 06.11.2010 | Lausanne UC                        | 3:0 (25:12, 25:17, 25:20)               | Volley Smash 05 Laufenburg-Kaisten |
| 06.11.2010 | TV Schönenwerd                     | 1:3 (21:25, 17:25, 25:22, 16:25)        | Chênois Genève Volleyball          |
| 06.11.2010 | SEAT Volley Näfels                 | 3:1 (25:18, 23:25, 25:22, 25:19)        | VBC Münchenbuchsee                 |

|  |  | 8. KOLEJKA |  |
|  |  | ---------- |  |

| 07.11.2010 | VBC Münchenbuchsee                 | 0:3 (14:25, 23:25, 15:25)               | Volley Amriswil                    |
| 13.11.2010 | Chênois Genève Volleyball          | 3:2 (25:15, 25:27, 25:22, 21:25, 15:13) | PV Lugano                          |
| 13.11.2010 | Lausanne UC                        | 3:0 (25:18, 25:18, 25:17)               | SEAT Volley Näfels                 |
| 14.11.2010 | TV Schönenwerd                     | 3:0 (27:25, 25:20, 25:23)               | Volley Smash 05 Laufenburg-Kaisten |
|            |                                    | 9. KOLEJKA                              |                                    |
| 20.11.2010 | SEAT Volley Näfels                 | 3:2 (19:25, 21:25, 25:19, 25:20, 15:10) | TV Schönenwerd                     |
| 20.11.2010 | Volley Amriswil                    | 1:3 (20:25, 25:19, 19:25, 26:28)        | Lausanne UC                        |
| 20.11.2010 | Volley Smash 05 Laufenburg-Kaisten | 0:3 (20:25, 24:26, 20:25)               | Chênois Genève Volleyball          |
| 20.11.2010 | PV Lugano                          | 3:1 (22:25, 25:21, 25:15, 25:19)        | VBC Münchenbuchsee                 |
|            |                                    | 10. KOLEJKA                             |                                    |
| 28.11.2010 | TV Schönenwerd                     | 3:2 (21:25, 25:22, 25:23, 17:25, 17:15) | Volley Amriswil                    |
| 27.11.2010 | Lausanne UC                        | 3:1 (25:27, 25:15, 25:21, 25:18)        | VBC Münchenbuchsee                 |
| 28.11.2010 | Volley Smash 05 Laufenburg-Kaisten | 1:3 (25:18, 18:25, 16:25, 16:25)        | PV Lugano                          |
| 27.11.2010 | Chênois Genève Volleyball          | 3:1 (25:21, 27:29, 25:23, 25:20)        | SEAT Volley Näfels                 |
|            |                                    | 11. KOLEJKA                             |                                    |
| 04.12.2010 | VBC Münchenbuchsee                 | 0:3 (14:25, 22:25, 23:25)               | TV Schönenwerd                     |
| 04.12.2010 | PV Lugano                          | 2:3 (24:26, 25:23, 25:21, 28:30, 12:15) | Lausanne UC                        |
| 04.12.2010 | Volley Amriswil                    | 3:0 (25:23, 25:19, 25:20)               | Chênois Genève Volleyball          |
| 03.12.2010 | SEAT Volley Näfels                 | 3:1 (30:32, 25:14, 25:17, 25:18)        | Volley Smash 05 Laufenburg-Kaisten |
|            |                                    | 12. KOLEJKA                             |                                    |
| 12.12.2010 | SEAT Volley Näfels                 | 3:2 (25:20, 26:28, 25:19, 23:25, 15:13) | PV Lugano                          |
| 11.12.2010 | TV Schönenwerd                     | 0:3 (18:25, 21:25, 13:25)               | Lausanne UC                        |
| 11.12.2010 | Chênois Genève Volleyball          | 3:1 (25:20, 20:25, 25:20, 25:13)        | VBC Münchenbuchsee                 |
| 12.12.2010 | Volley Smash 05 Laufenburg-Kaisten | 0:3 (15:25, 16:25, 19:25)               | Volley Amriswil                    |
|            |                                    | 13. KOLEJKA                             |                                    |
| 18.12.2010 | Volley Amriswil                    | 3:2 (22:25, 25:20, 13:25, 25:23, 15:10) | SEAT Volley Näfels                 |
| 18.12.2010 | Lausanne UC                        | 3:2 (22:25, 27:25, 14:25, 25:19, 15:12) | Chênois Genève Volleyball          |
| 18.12.2010 | VBC Münchenbuchsee                 | 0:3 (33:35, 23:25, 20:25)               | Volley Smash 05 Laufenburg-Kaisten |
| 18.12.2010 | TV Schönenwerd                     | 2:3 (29:31, 23:25, 25:17, 25:21, 11:15) | PV Lugano                          |
|            |                                    | 14. KOLEJKA                             |                                    |
| 08.01.2010 | PV Lugano                          | 0:3 (23:25, 23:25, 23:25)               | Volley Amriswil                    |
| 08.01.2010 | Volley Smash 05 Laufenburg-Kaisten | 0:3 (21:25, 21:25, 22:25)               | Lausanne UC                        |
| 08.01.2010 | Chênois Genève Volleyball          | 3:1 (25:19, 20:25, 25:22, 25:18)        | TV Schönenwerd                     |
| 08.01.2010 | VBC Münchenbuchsee                 | 0:3 (23:25, 20:25, 19:25)               | SEAT Volley Näfels                 |

### Tabela fazy zasadniczej
| Lp. | Drużyna                            | Pkt | Mecze | Mecze | Mecze | Rodzaj wyniku | Rodzaj wyniku | Rodzaj wyniku | Rodzaj wyniku | Rodzaj wyniku | Rodzaj wyniku | Sety | Sety | Sety  | Małe punkty | Małe punkty | Małe punkty |
| Lp. | Drużyna                            | Pkt | M     | W     | P     | 3:0           | 3:1           | 3:2           | 2:3           | 1:3           | 0:3           | wyg. | prz. | stos. | zdob.       | str.        | stos.       |
| --- | ---------------------------------- | --- | ----- | ----- | ----- | ------------- | ------------- | ------------- | ------------- | ------------- | ------------- | ---- | ---- | ----- | ----------- | ----------- | ----------- |
| 1   | Lausanne UC                        | 24  | 14    | 12    | 2     | 4             | 5             | 3             | 2             | 0             | 0             | 40   | 17   | 2.35  | 1331        | 1196        | 1.11        |
| 2   | Volley Amriswil                    | 22  | 14    | 11    | 3     | 8             | 1             | 2             | 2             | 1             | 0             | 38   | 14   | 2.71  | 1234        | 1085        | 1.14        |
| 3   | SEAT Volley Näfels                 | 20  | 14    | 10    | 4     | 3             | 2             | 5             | 2             | 1             | 1             | 35   | 24   | 1.46  | 1339        | 1268        | 1.06        |
| 4   | Chênois Genève Volleyball          | 18  | 14    | 9     | 5     | 4             | 4             | 1             | 2             | 1             | 2             | 32   | 21   | 1.52  | 1236        | 1149        | 1.08        |
| 5   | TV Schönenwerd                     | 12  | 14    | 6     | 8     | 3             | 1             | 2             | 3             | 3             | 2             | 27   | 29   | 0.93  | 1208        | 1211        | 1           |
| 6   | PV Lugano                          | 12  | 14    | 6     | 8     | 1             | 2             | 3             | 4             | 1             | 3             | 27   | 32   | 0.84  | 1292        | 1296        | 1           |
| 7   | VBC Münchenbuchsee                 | 2   | 14    | 1     | 13    | 0             | 1             | 0             | 1             | 6             | 6             | 11   | 40   | 0.28  | 1070        | 1261        | 0.85        |
| 8   | Volley Smash 05 Laufenburg-Kaisten | 2   | 14    | 1     | 13    | 1             | 0             | 0             | 0             | 3             | 10            | 6    | 39   | 0.15  | 882         | 1126        | 0.78        |

Źródło: 
Punktacja: zwycięstwo - 2 pkt, porażka - 0 pkt
Zasady ustalania kolejności: 1. liczba punktów; 2. stosunek setów; 3. stosunek małych punktów; 4. bilans w bezpośrednich meczach
     faza kwalifikacyjna play-off (miejsca 1-5)
     druga faza (miejsca 4-7)
     faza play-out

## Druga faza (miejsca 4-7)
(do dwóch zwycięstw)
| 12.01.2010 | Chênois Genève Volleyball | 3:0 (25:16, 25:19, 25:20) | VBC Münchenbuchsee |

| 15.01.2010 | VBC Münchenbuchsee | 1:3 (18:25, 21:25, 25:23, 18:25) | Chênois Genève Volleyball |

| 12.01.2010 | TV Schönenwerd | 2:3 (23:25, 19:25, 25:14, 25:21, 13:15) | PV Lugano |

| 15.01.2010 | PV Lugano | 3:0 (33:31, 25:22, 25:21) | TV Schönenwerd |

## Faza kwalifikacyjna play-off (miejsca 1-5)

### Tabela wyników
| Gospodarz \ Gość1         | LAU | AMR | NÄF | CHÊ | LUG |
| Lausanne UC               |     | 0:3 | 2:3 | 2:3 | 3:0 |
| Volley Amriswil           | 0:3 |     | 2:3 | 3:0 | 3:1 |
| SEAT Volley Näfels        | 3:2 | 3:2 |     | 3:2 | 3:1 |
| Chênois Genève Volleyball | 0:3 | 3:1 | 3:1 |     | 3:1 |
| PV Lugano                 | 3:2 | 3:2 | 3:1 | 2:3 |     |

Źródło: 
1 Drużyna gospodarzy jest wymieniona po lewej stronie tabeli.
Kolory:
  zwycięstwo gospodarzy 3:0 lub 3:1
  zwycięstwo gospodarzy 3:2
  zwycięstwo gości 3:0 lub 3:1
  zwycięstwo gości 3:2

### Terminarz i wyniki spotkań
|  |  | 1. KOLEJKA |  |
|  |  | ---------- |  |

| 22.01.2011 | Lausanne UC               | 0:3 (19:25, 19:25, 22:25)               | Volley Amriswil           |
| 22.01.2011 | SEAT Volley Näfels        | 3:2 (25:18, 25:16, 20:25, 16:25, 15:13) | Chênois Genève Volleyball |
|            |                           | 2. KOLEJKA                              |                           |
| 29.01.2011 | Volley Amriswil           | 3:1 (25:23, 25:23, 17:25, 25:17)        | PV Lugano                 |
| 29.01.2011 | Lausanne UC               | 2:3 (26:28, 23:25, 25:20, 25:17, 13:15) | SEAT Volley Näfels        |
|            |                           | 3. KOLEJKA                              |                           |
| 05.02.2011 | Volley Amriswil           | 3:0 (25:16, 25:20, 25:17)               | Chênois Genève Volleyball |
| 05.02.2011 | PV Lugano                 | 3:2 (25:17, 20:25, 19:25, 25:23, 15:12) | Lausanne UC               |
|            |                           | 4. KOLEJKA                              |                           |
| 12.02.2011 | Chênois Genève Volleyball | 0:3 (18:25, 20:25, 21:25)               | Lausanne UC               |
| 13.02.2011 | PV Lugano                 | 3:1 (23:25, 25:17, 25:18, 30:28)        | SEAT Volley Näfels        |
|            |                           | 5. KOLEJKA                              |                           |
| 23.02.2011 | Volley Amriswil           | 2:3 (25:14, 21:25, 23:25, 25:22, 8:15)  | SEAT Volley Näfels        |
| 23.02.2011 | Chênois Genève Volleyball | 3:1 (23:25, 25:19, 25:22, 29:27)        | PV Lugano                 |
|            |                           | 6. KOLEJKA                              |                           |
| 26.02.2011 | Lausanne UC               | 3:0 (25:16, 25:23, 25:17)               | PV Lugano                 |
| 26.02.2011 | Chênois Genève Volleyball | 3:1 (25:18, 25:17, 21:25, 25:18)        | Volley Amriswil           |
|            |                           | 7. KOLEJKA                              |                           |
| 05.03.2011 | Lausanne UC               | 2:3 (25:21, 23:25, 23:25, 25:16, 13:15) | Chênois Genève Volleyball |
| 05.03.2011 | SEAT Volley Näfels        | 3:1 (25:23, 21:25, 26:24, 25:19)        | PV Lugano                 |
|            |                           | 8. KOLEJKA                              |                           |
| 06.03.2011 | SEAT Volley Näfels        | 3:2 (25:22, 22:25, 25:19, 22:25, 17:15) | Volley Amriswil           |
| 06.03.2011 | PV Lugano                 | 2:3 (25:21, 25:23, 11:25, 25:27, 13:15) | Chênois Genève Volleyball |
|            |                           | 9. KOLEJKA                              |                           |
| 12.03.2011 | SEAT Volley Näfels        | 3:2 (17:25, 21:25, 25:20, 25:22, 15:11) | Lausanne UC               |
| 12.03.2011 | PV Lugano                 | 3:2 (31:29, 17:25, 25:20, 24:26, 15:8)  | Volley Amriswil           |
|            |                           | 10. KOLEJKA                             |                           |
| 16.03.2011 | Volley Amriswil           | 0:3 (21:25, 31:33, 24:26)               | Lausanne UC               |
| 16.03.2011 | Chênois Genève Volleyball | 3:1 (25:16, 25:16, 27:29, 25:20)        | SEAT Volley Näfels        |

### Tabela
| Lp. | Drużyna                   | Pkt | Mecze | Mecze | Mecze | Rodzaj wyniku | Rodzaj wyniku | Rodzaj wyniku | Rodzaj wyniku | Rodzaj wyniku | Rodzaj wyniku | Sety | Sety | Sety  | Małe punkty | Małe punkty | Małe punkty |
| Lp. | Drużyna                   | Pkt | M     | W     | P     | 3:0           | 3:1           | 3:2           | 2:3           | 1:3           | 0:3           | wyg. | prz. | stos. | zdob.       | str.        | stos.       |
| --- | ------------------------- | --- | ----- | ----- | ----- | ------------- | ------------- | ------------- | ------------- | ------------- | ------------- | ---- | ---- | ----- | ----------- | ----------- | ----------- |
| 1   | SEAT Volley Näfels        | 12  | 8     | 6     | 2     | 0             | 1             | 5             | 0             | 2             | 0             | 20   | 17   | 1.18  | 787         | 816         | 0.96        |
| 2   | Chênois Genève Volleyball | 10  | 8     | 5     | 3     | 0             | 3             | 2             | 1             | 0             | 2             | 17   | 16   | 1.06  | 722         | 711         | 1.02        |
| 3   | Lausanne UC               | 6   | 8     | 3     | 5     | 3             | 0             | 0             | 4             | 0             | 1             | 17   | 15   | 1.13  | 720         | 680         | 1.06        |
| 4   | Volley Amriswil           | 6   | 8     | 3     | 5     | 2             | 1             | 0             | 3             | 1             | 1             | 16   | 16   | 1     | 712         | 705         | 1.01        |
| 5   | PV Lugano                 | 6   | 8     | 3     | 5     | 0             | 1             | 2             | 1             | 3             | 1             | 14   | 20   | 0.7   | 746         | 775         | 0.96        |

Źródło: 
Punktacja: zwycięstwo - 2 pkt, porażka - 0 pkt
Zasady ustalania kolejności: 1. liczba punktów; 2. stosunek setów; 3. stosunek małych punktów; 4. bilans w bezpośrednich meczach
     finały
     mecze o 3. miejsce

## Faza play-off

### Finały
|  | Finały |                           |   |   |   |   |   |
|  | 1      | SEAT Volley Näfels        | 0 | 3 | 3 | 2 | 3 |
|  | 2      | Chênois Genève Volleyball | 3 | 2 | 0 | 3 | 2 |

(do trzech zwycięstw)
| 26.03.2011 | SEAT Volley Näfels | 0:3 (18:25, 25:27, 13:25) | Chênois Genève Volleyball |

| 02.04.2011 | Chênois Genève Volleyball | 2:3 (25:18, 21:25, 27:25, 21:25, 15:17) | SEAT Volley Näfels |

| 06.04.2011 | SEAT Volley Näfels | 3:0 (25:18, 29:27, 27:25) | Chênois Genève Volleyball |

| 09.04.2011 | Chênois Genève Volleyball | 3:2 (25:23, 25:27, 21:25, 28:26, 15:11) | SEAT Volley Näfels |

| 16.04.2011 | SEAT Volley Näfels | 3:2 (17:25, 25:22, 25:23, 21:25, 19:17) | Chênois Genève Volleyball |

### Mecze o 3. miejsce
|  | Mecze o 3. miejsce |                 |   |   |  |
|  | 3                  | Lausanne UC     | 3 | 3 |  |
|  | 4                  | Volley Amriswil | 2 | 2 |  |

(do dwóch zwycięstw)
| 26.03.2011 | Lausanne UC | 3:2 (25:21, 25:18, 18:25, 22:25, 15:13) | Volley Amriswil |

| 02.04.2011 | Volley Amriswil | 2:3 (25:21, 15:25, 23:25, 25:22, 15:17) | Lausanne UC |

## Faza play-out

### Tabela wyników
| Gospodarz \ Gość1                  | SCH | MÜN | SMA |
| TV Schönenwerd                     |     | 3:0 | 3:0 |
| VBC Münchenbuchsee                 | 0:3 |     | 3:1 |
| Volley Smash 05 Laufenburg-Kaisten | 1:3 | 2:3 |     |

Źródło: 
1 Drużyna gospodarzy jest wymieniona po lewej stronie tabeli.
Kolory:
  zwycięstwo gospodarzy 3:0 lub 3:1
  zwycięstwo gospodarzy 3:2
  zwycięstwo gości 3:0 lub 3:1
  zwycięstwo gości 3:2

### Terminarz i wyniki spotkań
| 22.01.2011 | VBC Münchenbuchsee                 | 3:1 (25:19, 22:25, 25:19, 25:21)        | Volley Smash 05 Laufenburg-Kaisten |
| 29.01.2011 | Volley Smash 05 Laufenburg-Kaisten | 1:3 (31:29, 13:25, 15:25, 18:25)        | TV Schönenwerd                     |
| 05.02.2011 | TV Schönenwerd                     | 3:0 (25:19, 25:20, 25:20)               | VBC Münchenbuchsee                 |
| 12.02.2011 | Volley Smash 05 Laufenburg-Kaisten | 2:3 (19:25, 25:22, 18:25, 25:22, 12:15) | VBC Münchenbuchsee                 |
| 26.02.2011 | TV Schönenwerd                     | 3:0 (25:13, 25:19, 25:8)                | Volley Smash 05 Laufenburg-Kaisten |
| 05.03.2011 | VBC Münchenbuchsee                 | 0:3 (23:25, 22:25, 19:25)               | TV Schönenwerd                     |
|            |                                    |                                         |                                    |

### Tabela
| Lp. | Drużyna                            | Pkt | Mecze | Mecze | Mecze | Rodzaj wyniku | Rodzaj wyniku | Rodzaj wyniku | Rodzaj wyniku | Rodzaj wyniku | Rodzaj wyniku | Sety | Sety | Sety  | Małe punkty | Małe punkty | Małe punkty |
| Lp. | Drużyna                            | Pkt | M     | W     | P     | 3:0           | 3:1           | 3:2           | 2:3           | 1:3           | 0:3           | wyg. | prz. | stos. | zdob.       | str.        | stos.       |
| --- | ---------------------------------- | --- | ----- | ----- | ----- | ------------- | ------------- | ------------- | ------------- | ------------- | ------------- | ---- | ---- | ----- | ----------- | ----------- | ----------- |
| 1   | TV Schönenwerd                     | 8   | 4     | 4     | 0     | 3             | 1             | 0             | 0             | 0             | 0             | 12   | 1    | 12    | 329         | 240         | 1.37        |
| 2   | VBC Münchenbuchsee                 | 4   | 4     | 2     | 2     | 0             | 1             | 1             | 0             | 0             | 2             | 6    | 9    | 0.67  | 329         | 333         | 0.99        |
| 3   | Volley Smash 05 Laufenburg-Kaisten | 0   | 4     | 0     | 4     | 0             | 0             | 0             | 1             | 2             | 1             | 4    | 12   | 0.33  | 300         | 385         | 0.78        |

Źródło: 
Punktacja: zwycięstwo - 2 pkt, porażka - 0 pkt
Zasady ustalania kolejności: 1. liczba punktów; 2. stosunek setów; 3. stosunek małych punktów; 4. bilans w bezpośrednich meczach

## Klasyfikacja końcowa
| Lp. | Drużyna                            |
| --- | ---------------------------------- |
| 1   | SEAT Volley Näfels                 |
| 2   | Chênois Genève Volleyball          |
| 3   | Lausanne UC                        |
| 4   | Volley Amriswil                    |
| 5   | PV Lugano                          |
| 6   | TV Schönenwerd                     |
| 7   | VBC Münchenbuchsee                 |
| 8   | Volley Smash 05 Laufenburg-Kaisten |

     Puchar CEV 2011/2012
     Puchar Challenge 2011/2012

## Statystyki, varia

### Sety, małe punkty
| Kolejka Runda | Sety | Średnio na mecz | Małe punkty | Średnio na set |
| ------------- | ---- | --------------- | ----------- | -------------- |
| 1             | 14   | 3,50            | 613         | 43,79          |
| 2             | 16   | 4,00            | 692         | 43,25          |
| 3             | 16   | 4,00            | 716         | 44,75          |
| 4             | 14   | 3,50            | 636         | 45,43          |
| 5             | 16   | 4,00            | 693         | 43,31          |
| 6             | 18   | 4,50            | 816         | 45,33          |
| 7             | 14   | 3,50            | 622         | 44,43          |
| 8             | 14   | 3,50            | 613         | 43,79          |
| 9             | 16   | 4,00            | 708         | 44,25          |
| 10            | 17   | 4,25            | 759         | 44,65          |
| 11            | 15   | 3,75            | 686         | 45,73          |
| 12            | 15   | 3,75            | 644         | 42,93          |
| 13            | 18   | 4,50            | 795         | 44,17          |
| 14            | 13   | 3,25            | 599         | 46,08          |
| Razem         | 216  | 3,86            | 9592        | 44,41          |

| Para  | Sety | Średnio na mecz | Małe punkty | Średnio na set |
| ----- | ---- | --------------- | ----------- | -------------- |
| I     | 7    | 3,50            | 310         | 44,29          |
| II    | 8    | 4,00            | 362         | 45,25          |
| Razem | 15   | 3,75            | 672         | 44,80          |

| Kolejka | Sety | Średnio na mecz | Małe punkty | Średnio na set |
| ------- | ---- | --------------- | ----------- | -------------- |
| 1       | 8    | 4,00            | 333         | 41,63          |
| 2       | 9    | 4,50            | 397         | 44,11          |
| 3       | 8    | 4,00            | 334         | 41,75          |
| 4       | 7    | 3,50            | 325         | 46,43          |
| 5       | 9    | 4,50            | 398         | 44,22          |
| 6       | 7    | 3,50            | 305         | 43,57          |
| 7       | 9    | 4,50            | 399         | 44,33          |
| 8       | 10   | 5,00            | 427         | 42,70          |
| 9       | 10   | 5,00            | 426         | 42,60          |
| 10      | 7    | 3,50            | 343         | 49,00          |
| Razem   | 84   | 4,20            | 3687        | 43,89          |

| Runda              | Mecze | Sety | Średnio na mecz | Małe punkty | Średnio na set |
| ------------------ | ----- | ---- | --------------- | ----------- | -------------- |
| Finały             | 5     | 21   | 4,20            | 948         | 45,14          |
| Mecze o 3. miejsce | 2     | 10   | 5,00            | 420         | 42,00          |
| Razem              | 7     | 31   | 4,43            | 1368        | 44,13          |

| Kolejka | Sety | Średnio na mecz | Małe punkty | Średnio na set |
| ------- | ---- | --------------- | ----------- | -------------- |
| 1       | 4    | 4,00            | 181         | 45,25          |
| 2       | 4    | 4,00            | 181         | 45,25          |
| 3       | 3    | 3,00            | 134         | 44,67          |
| 4       | 5    | 5,00            | 208         | 41,60          |
| 5       | 3    | 3,00            | 115         | 38,33          |
| 6       | 3    | 3,00            | 139         | 46,33          |
| Razem   | 22   | 3,67            | 958         | 43,55          |

### Liderzy
| Kolejka | Lider                     | Kolejka | Lider           |
| ------- | ------------------------- | ------- | --------------- |
| 1       | TV Schönenwerd            | 8       | Volley Amriswil |
| 2       | Chênois Genève Volleyball | 9       | Volley Amriswil |
| 3       | Volley Amriswil           | 10      | Lausanne UC     |
| 4       | Volley Amriswil           | 11      | Lausanne UC     |
| 5       | Volley Amriswil           | 12      | Lausanne UC     |
| 6       | Volley Amriswil           | 13      | Lausanne UC     |
| 7       | Volley Amriswil           | 14      | Lausanne UC     |

| Kolejka | Lider           | Kolejka | Lider              |
| ------- | --------------- | ------- | ------------------ |
| 1       | Volley Amriswil | 6       | SEAT Volley Näfels |
| 2       | Volley Amriswil | 7       | SEAT Volley Näfels |
| 3       | Volley Amriswil | 8       | SEAT Volley Näfels |
| 4       | Volley Amriswil | 9       | SEAT Volley Näfels |
| 5       | Volley Amriswil | 10      | SEAT Volley Näfels |